# Ропчице
Ропчице (пољ. Ropczyce) град је у Пољској у Војводству поткарпатском. По подацима из 2012. године број становника у месту је био 15 655.

## Становништво
| 2012.  |
| ------ |
| 15 655 |